# Дойна (капелла)
«До́йна» (рум. Doina) — государственная академическая хоровая капелла Молдавской государственной филармонии. Заслуженный художественный коллектив Молдавской ССР.

## История
Капелла «Дойна» была создана в Тирасполе в 1930 году. Первый художественный руководитель — К. Пигров.
Значительную часть репертуара капеллы «Дойна» составили молдавские произведения Н. Н. Вилинского. После присоединения Бессарабии к СССР в 1940 году капелла переехала в Кишинёв. Во время Великой Отечественной войны была преобразована в ансамбль песни и пляски под руководством Давида Гершфельда (ученик Н. Н. Вилинского) и дала около 600 концертов на фронтах и в тылу.
После войны руководителями «Дойны» были хормейстеры М. Н. Кононенко, М. Ф. Брезденюк, В. Н. Минин, В. А. Гарштя (с 1962) и другие. Капелла «Дойна» гастролировала во многих городах за пределами Молдавии. В репертуаре коллектива есть произведения как композиторов-классиков, так и современных авторов.